# 像神一样呐
〈像神一样呐〉是日本Vocaloid-P匹诺曹P的歌曲，收录于匹诺曹P第六张录音室专辑《Meta》（2023年）。此曲作为单曲于2021年9月19日通过个人厂牌Mui发行。此曲的主人声使用Vocaloid歌声库初音未来合成，音乐视频于2021年9月17日发布。

## 背景
2021年9月16日，匹诺曹P在推特上发布新曲的预告，公布日期在第二天的19点（JST），并且表示歌曲非来自他最近发行的第五张录音室专辑《Love》（ラヴ）。

## 创作
此曲由匹诺曹P创作，此曲为快节奏的電子流行歌曲，歌词描写了对现代人追逐潮流的写实和讽刺。

## 音乐影片
此曲的音乐影片于2021年9月17日公开，影片包括使用的插图是由匹诺曹P自己绘制并剪辑。影片风格为附带歌词字幕的动画，影片中的女性身着修女服饰，戴有舌环，手持香烟。此影片与匹诺曹P其他音乐影片中一贯的风格有所不同。
此影片于2021年9月29日在YouTube上取得了超过一百万次的观看次数，并在2022年1月21日至27日统计的YouTube排行榜Top100中登上首位。此外，2021年12月9日在Niconico动画上取得了超过一百万次的观看次数。

## 商业表现
此曲在2021年10月20日公开的Billboard Japan榜单Top User Generated Songs中，空降第46位，随后在一周后直升至第9位，然后从第三周开始于榜单前15位之间徘徊了八个星期，并且在第十一周首次登顶，第十二周被日本乐队King Gnu的〈逆梦〉（逆夢）和日本Vocaloid-P Kanaria的〈King〉挤至第3位，第十三周重返榜单首位，并且连续保持了八周的首位记录。同时，此曲在2021年12月22日公開的Billboard Japan榜单Heatseekers Songs中，空降第11位，在第三周上升至第4位，随后在榜单第5位至第7位之间徘徊了九个星期。
此曲在2022年上半年统计的排行榜Top User Generated Songs中夺得头把交椅。

## 名单
- 匹诺曹P —— 作曲，作词，影片，插图
- Yadsuken（やづけん） —— 原声吉他
- 初音未来 —— 主唱

## 排行榜
| 排行榜（2021年）                                      | 最高排名 |
| ----------------------------------------------------- | -------- |
| 日本Top User Generated Songs（Billboard Japan）       | 1        |
| 日本Heatseekers Songs（Billboard Japan）              | 4        |
| 排行榜（2022年）                                      | 最高排名 |
| 日本Top User Generated Songs（Billboard Japan）       | 1        |
| 日本Niconico Vocaloid Songs Top 20（Billboard Japan） | 12       |

| 排行榜（2022年）                                | 最高排名 |
| ----------------------------------------------- | -------- |
| 日本Top User Generated Songs（Billboard Japan） | 1        |

## 发行历史
| 地区     | 日期          | 格式          | 唱片公司 | 参考   |
| -------- | ------------- | ------------- | -------- | ------ |
| 世界各地 | 2021年9月19日 | 數位下載 串流 | Mui      | [ 20 ] |